# Gare de Musashi-Koganei
La gare de Musashi-Koganei  (武蔵小金井駅, Musashi-Koganei-eki) est une gare ferroviaire de la ville de Koganei, dans la préfecture de Tokyo au Japon. Elle est exploitée par la compagnie JR East.

## Situation ferroviaire
La gare de Musashi-Koganei est située au point kilométrique (PK) 29,1 de la ligne Chūō. 

## Histoire
La gare a été inaugurée le 15 janvier 1926.

## Services aux voyageurs

### Accès et accueil
La gare dispose d'un bâtiment voyageurs, avec guichet, ouvert tous les jours.

### Desserte
- Ligne Chūō :

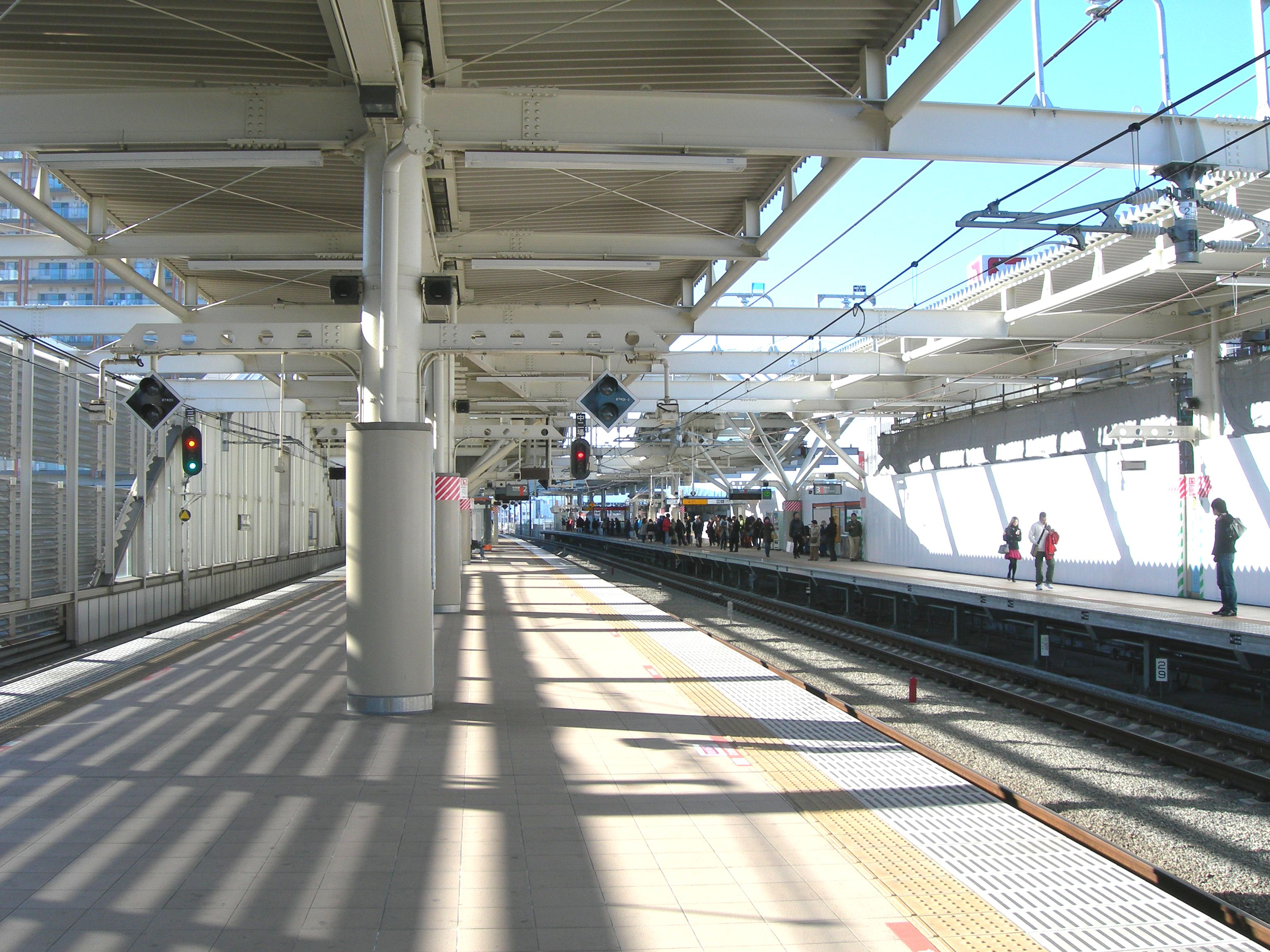
Vue des quais.

  - voies 1 et 2 : direction Tachikawa et Takao
  - voies 3 et 4 : direction Shinjuku et Tokyo